# Arturo Issel
Arturo Issel (Genova, 11 aprile 1842 – Genova, 27 novembre 1922) è stato uno scienziato, geologo, paleontologo,  e malacologo italiano.

## Biografia
Nacque a Genova nel 1842 da famiglia ebraica, figlio di Raffaele e di Elisa Sonsino. Compì gli studi nella città natale dando presto prova della sua propensione per le discipline scientifiche.
Laureatosi presso l'Università di Pisa con una tesi in Scienze Naturali inizia la ricerca applicando sul campo tutte quelle discipline da lui studiate, come la geologia, la geochimica, la geofisica, la pedologia, l'ecologia, la paleontologia e tutte le altre attinenti allo studio della Scienza della Terra.
Opera dapprima nei luoghi liguri per poi spingere la ricerca ad altre regioni italiane e alla zona confinante con la Provenza.
Esordisce come scrittore nel 1864 pubblicando un testo che rivela le scoperte di una grotta ossifera trovata nella zona di Finale Ligure, che verrà poi chiamata la Caverna delle Arene Candide.
Nel 1865 Arturo Issel effettua in Egitto ricerche zoologiche e paleontologiche che lo impegnano per due mesi: era attratto soprattutto dall'area dell’istmo di Suez (che dal 1859 era interessata dai lavori di scavo del canale, inaugurato il 17 novembre 1869), perché il confronto tra esemplari viventi o fossili provenienti dai due diversi mari gli offriva l'opportunità di studiare "le leggi che presiedono alla diffusione delle specie", accogliendo e sviluppando le idee di Charles Darwin, a proposito delle quali proprio nel 1865 Issel aveva stampato la memoria Della variabilità nella specie. Breve cenno sulla teoria di Darwin.
Successivamente Issel partecipò a diverse spedizioni in Africa orientale, compresa quella guidata da Orazio Antinori e Odoardo Beccari nel 1870, che fece tappa prima ad Assab per assistere Giuseppe Sapeto che vi si recava per finalizzare l'acquisto di quella località, poi a Massaua, da dove Issel poté esplorare le isole Dahlak, e infine a Cheren, dove i tre visitarono la colonia agricola italiana di Sciotel, ormai in stato di abbandono dopo il fallimento dell'impresa.
Fu nominato professore ordinario di Geologia e Mineralogia presso l'Università degli Studi di Genova nel 1866 e nel 1870 ne ottiene la l'incarico definitivo che manterrà fino al 1891.
Nel 1873, a Milano, convolò a nozze con Bettina Ascoli, figlia del glottologo Graziadio Isaia, dalla quale ebbe due figli.
Eletto direttore del Museo Geologico dell'Università di Genova  nel 1891 lascerà la cattedra di Mineralogia per mantenere solamente quella di Geologia dedicandosi con passione al suo nuovo incarico presso il Museo fino al 1917.
Anche basandosi sulle proprie esperienze in Africa, Arturo Issel diede un forte impulso alla formazione scientifica dei viaggiatori: il suo obiettivo era fornire una preparazione di base (un'infarinatura) a tutti coloro che, anche solo occasionalmente, potevano raccogliere campioni, esemplari, osservazioni in giro per il mondo e riportarli alle istituzioni competenti in Italia. In particolare scrisse alcuni manuali, coordinò una Raccolta nel 1881, e contribuì in maniera determinante a proporre una Scuola per Viaggiatori da allestire a Genova (Castelnovi, 2006 e 2022).
Si interessò inoltre di archeologia preistorica, fu presidente della Società Geologica Italiana nel 1893 e, negli anni 1921 e 1922, anno della sua morte, della Società Ligure di Storia Patria.Era fratello maggiore di Alberto Issel.
Ad Arturo Issel è intitolato il liceo scientifico di Finale Ligure e una via nel quartiere di Sampierdarena, a Genova.

## Opere
Tra le sue numerose opere, molte delle quali riguardanti le ricerche nell'area finalese, le più note sono "Liguria geologica e preistorica" del 1882 che vide le stampe in tre volumi a Genova presso l'editore Donath, la "Bibliografia scientifica della Liguria" pubblicata a Genova nel 1887, e infine un "Compendio di Geologia" che venne pubblicato a Torino nel 1896.

## Opere principali dell'autore
- Arturo Issel, Liguria geologica e preistorica, Con note e disegni originali di N. Morelli; panorami e fotografie di G. Dalle piane, 3 vol. (2 vol. di testo e un atlante), Genova, Antonio Donath Editore, 1882.
- Arturo Issel, Bibliografia scientifica della Liguria, (geologia, paleontologia, mineralogia, geografia, meteorologia, etnografia, paletnologia e scienze affini), Genova, Tip. Marittima, 1887.
- Arturo Issel, Compendio di geologia, Col concorso dell'ing. S. Traverso. Parte 1, Torino, Unione-Tipografica-Editrice, 1896.
- Arturo Issel, Compendio di geologia, Col concorso dell'ing. S. Traverso. Parte 2, Torino, Unione-Tipografica-Editrice, 1897.
- Arturo Issel, Viaggio nel Mar Rosso e tra i Bogos - E. TREVES EDITORE MILANO 1872
- Arturo Issel (a cura di), Istruzioni Scientifiche pei Viaggiatori raccolte da Arturo Issel in collaborazione dei signori Giovanni CELORIA, Michele Stefano DE ROSSI, Raffaello GESTRO, Enrico GIGLIOLI, Guido GRASSI, Angiolo MANZONI, Antonio PICCONE, Gustavo UZIELLI e Arturo ZANNOTTI, Ministero di Agricoltura, Industria e Commercio, Roma, ed. eredi Botta, 1881, 556 pp.
- Arturo Issel  Tra le nebbie del passato Liber Liber (PDF), su liberliber.it.